# Middle Fork Kuskokwim
La rivière Middle Fork Kuskokwim est un cours d'eau d'Alaska, aux États-Unis situé dans la région de recensement de Yukon-Koyukuk. C'est un affluent du fleuve Kuskokwim.

## Description
Longue de 130 milles (209 km), elle prend sa source au sud-ouest des monts Trimokish et coule en direction du nord-ouest  jusqu'à son confluent avec le fleuve Kuskokwim à l'est de McGrath.
Son nom a été référencé en 1905 par A.H. Brooks de l'United States Geological Survey, son nom local était Keklone.

## Affluent
- Big